# Mentor Zhubi
Mentor Zhubi (* 1. Mai 1984) ist ein schwedischer Fußballspieler. Der Mittelfeldspieler bestritt seine bisherige Karriere in Schweden und Island.

## Werdegang
Zhubi begann mit dem Fußballspielen bei Eds FF. 2001 wechselte er in die Jugendabteilung des Traditionsvereins Örgryte IS. Dort debütierte er zwei Jahre später in der Allsvenskan, konnte sich aber in den ersten zwei Jahren nicht durchsetzen. Daraufhin wurde er 2005 an Västra Frölunda IF ausgeliehen, um in der Superettan Spielpraxis sammeln zu können. Zwar standen am Saisonende 18 Einsätze zu Buche, in 14 Spielen war er jedoch nur als Einwechselspieler zum Zug gekommen. Zur Spielzeit 2006 ging er daher nach Island zu Leiknir Reykjavík.
Zur Spielzeit 2007 kehrte Zhubi zu ÖIS zurück, um dem mittlerweile aus der schwedischen Eliteserie abgestiegenen Klub zum Wiederaufstieg zu verhelfen. In seinem ersten Jahr gehörte er zeitweise zur Stammformation, ehe er sich alsbald nur mehr auf der Ersatzbank wiederfand. Nachdem Ende 2008 sein Vertrag ausgelaufen war, absolvierte er ein Probetraining bei Ljungskile SK, ehe er sich für einen Wechsel zum IK Oddevold entschied. Beim Drittligisten unterschrieb er einen Ein-Jahres-Kontrakt.
Nach Ablauf seines Vertrages zunächst ohne Verein schloss sich Zhubi Anfang 2011 erneut IK Oddevold an. Nach nur einem halben Jahr zog er zum Viertligisten Assyriska BK weiter. Hier blieb er jedoch ebenfalls nur eine halbe Spielzeit, am Ende seines Engagements standen zwei Tore in zehn Ligaspielen für ihn zu Buche. Im Februar 2012 unterzeichnete er erneut bei IK Oddevold einen Ein-Jahres-Vertrag. Da sich Zhubi jedoch auf ein Engagement bei einem Klub aus der Göteborger Umgebung konzentrieren mochte und parallel Futsal spielte, wurde der auslaufende Vertrag Ende 2012 nicht verlängert.